# Lucie Chytilová
Lucie Chytilová roz. Scheinostová (3. prosince 1927 Praha – 3. června 2014) byla československá hráčka basketbalu.
Hrála za reprezentační družstvo Československa, jehož trenérem byl Lubomír Dobrý, za které odehrála 21 zápasů v letech 1949 až 1957 a získala bronzovou medaili na Mistrovství Evropy 1950 v Budapešti, kde patřila s 38 body mezi nejlepší střelkyně národního týmu Československa.
V československé basketbalové lize žen v basketbalovém družstvu žen Sparty Praha začala svou kariéru u trenéra JUDr. Miloslava Kříže. V sedmi odehraných ligových sezónách získala 4 tituly mistra Československa, dvě druhá a jedno třetí místo.
Otec Jan Scheinost byl český novinář a politik. V roce 1949 se vdala a měla 3 děti (syn Frank a dvě dcery – Anna a Helena). Její manžel František (Frank) Chytil byl hráčem basketbalu v ligovém týmu Sparta Praha. V roce 1965 odjela s manželem, významným biochemikem, do USA (Nashville, Tennessee). 

## Hráčská kariéra
- Klub:
- 1946–52 Sparta Praha, 4x mistryně Československa (1948–1950, 1952), 2x 2. místo (1950/51, 1951), 1x 3. místo (1947)
- Československo: 1949–1957, celkem 21 mezistátních zápasů,
- Mistrovství Evropy 1950: 38 bodů v 5 zápasech, bronzová medaile za 3. místo